# Good Trouble
The Fosters
Good Trouble est une série télévisée américaine en 88 épisodes de 42 minutes créée par Joanna Johnson, Peter Paige et Bradley Bredeweg, diffusée entre le 8 janvier 2019 et le 5 mars 2024 sur Freeform et aussi disponible sur la plate-forme de streaming Hulu. La série est diffusée en simultané sur ABC Spark au Canada.
C'est le spin-off de la série télévisée The Fosters centré sur les personnages de Callie et Mariana Adams Foster.
Elle est disponible sur Disney+, depuis le 23 février 2021 au Canada, depuis le 4 août 2021 en Suisse, depuis le 11 août 2021 en Belgique et depuis le 25 août 2021 en France.

## Synopsis
Lorsqu'elles ont terminé leurs études, les deux sœurs adoptives Adams Foster, Mariana et Callie, déménagent à Los Angeles dans un logement communautaire. Elles y font leurs premiers pas dans la vie active et réalisent que tout n'est pas aussi simple qu'elles l'espéraient. Entre déboires personnels et professionnels, histoires d'amour et nouvelles amitiés, les deux sœurs ne sont pas sorties des ennuis.

## Distribution

### Acteurs principaux

#### Actuels
- Cierra Ramirez (VF : Zina Khakhoulia) : Mariana Adams Foster
- Zuri Adele (VF : Amélia Ewu) : Malika Williams
- Sherry Cola (VF : Natacha Muller) : Alice Kwan
- Tommy Martinez (VF : Jim Redler) : Gael Martinez
- Emma Hunton (VF : Vanessa Van-Geneugden) : Davia Moss (depuis la saison 2 - récurrente saison 1)
- Josh Pence (VF : Damien Boisseau) : Dennis Cooper (depuis la saison 2 - récurrent saison 1)
- Bryan Craig : Joaquin Peréz (depuis la saison 4)
- Booboo Stewart : Luca Ryusaki (saison 5, récurrent saison 4)

#### Anciens
- Maia Mitchell (VF : Adeline Chetail) : Callie Adams Foster (saisons 1 à 4, récurrente saison 5)
- Beau Mirchoff (VF : Benjamin Gasquet) : Jamie Hunter (saisons 3 et 4 - récurrent saisons 1 et 2, invité saison 5)
- Priscilla Quintana (VF : Cindy Tempez) : Isabella Tavez (saison 4 - récurrente saisons 2, 3 et 5)
- Roger Bart (VF : Marc Bretonnière) : Curtis Wilson (saisons 1 et 2, invité saison 3)

### Acteurs récurrents

#### Actuels
- TJ Linnard (VF : Igor Chometowski) : Evan Speck
- Anastasia Leddick : Kelly
- Dhruv Uday Singh (VF : Romain Altché) : Raj Patil (saisons 1 et 2, invité saison 3)
- Kara Wang (VF : Marion Gress) : Sumi (saisons 1 à 4)
- J. Mallory McCree (VF : Jean-Michel Vaubien) : Dom Williams (saisons 1 et 2, invité saison 3)
- Sarunas Jackson : Isaac Hall (invité saison 1, récurrent saisons 2 à 4)
- Maisie Klompus : Rachel Boyle (invitée saison 1, récurrente saisons 2 à 4)
- Seri DeYoung (VF : Meaghan Dendraël) : Claire Badgley (invitée saison 1, récurrente saisons 2 à 4)
- Rachel Rosenbloom : Gina Spero (invitée saison 1, récurrente saisons 2 à 4)
- Rhea Butcher (VF : Laurence Bréheret) : Lindsay Brady (saisons 2 et 3)
- Richard Brooks (VF : Serge Faliu) : Joseph Turner (saison 2, invité saison 3)
- Terrell Ransom Jr. : Andre Johnson (invité saison 2, récurrent saison 3)
- Hailie Sahar : Jazmin (invitée saison 2 et 4)
- Shannon Chan-Kent (VF : Sandra Parra) : Ruby (invitée saison 2, récurrente saison 3)
- Marcus Emanuel Mitchell (VF : Mario Bastelica) : Dyonte (saison 3 et 4)
- Erik Stocklin : Matt (saison 3)
- Craig Parker (VF : Eric Peter) : George Yuri Ellwin (saison 3)

## Développement

### Production
Le 3 janvier 2018, Freeform annonce la fin de The Fosters mais qu'un spin-off, qui fera suite à la série, verra le jour.
Le 23 mai 2018, Freeform dévoile le titre du spin-off, et que la production commencera au début de l'été.
Le 8 juin 2018, il a été annoncé que la série sera diffusée à partir du 8 janvier 2019 avec treize épisodes,.
Le 10 décembre 2018, il a été annoncé que 6,6 millions de dollars avaient été approuvés pour une potentielle saison 2 si Freeform renouvelait la série.
Le 5 février 2019, Freeform annonce que la série reviendrait pour une seconde saison de dix-huit épisodes diffusée en deux parties, une en été 2019 et une en hiver 2020.
Le 6 août 2019, Freeform annonce qu'un double épisode spécial Noël sera diffusé à la fin de l'année entre les deux parties de la saison 2.
Le 17 janvier 2020, Freeform annonce que la série était renouvelée pour une troisième saison.
Cette saison était censée débutée à l'été 2020 mais est reportée à 2021 dû à la pandémie de Covid-19.
Le 8 septembre 2021, il est annoncé qu'une quatrième saison est commandé par Freeform pour une diffusion en 2022.
Freeform renouvelle la série pour une cinquième saison le 2 août 2022.
Le 8 décembre 2023, Freeform annule toutes ses séries.

### Distribution des rôles
Le 3 janvier 2018, Freeform annonce que Maia Mitchell (Callie Adams Foster) et Cierra Ramirez (Marianna Adams Foster) seront les stars de ce spin-off.
Le 11 juin 2018, Freeform annonce l'arrivée de Tommy Martinez, Zuri Adele, Sherry Cola, Roger Bart qui complètent la distribution principale, mais aussi celles d'Emma Hunton et Ken Kirby en tant que récurrents.
Le 20 juillet 2018, il est annoncé que Teri Polo et Sherri Saum reprendront leurs rôles respectifs en tant qu'invités.
Le 9 août 2018, Hayden Byerly annonce son retour, suivi le 21 août par Noah Centineo, tous deux en tant qu'invité.
Le 10 septembre 2018, il est annoncé que David Lambert reprendra aussi son rôle, en tant qu'invité.
Le 4 avril 2019, la promotion d'Emma Hunton et Josh Pence à la distribution principale pour la saison 2 est rendue publique.
Lors du renouvellement de la série pour une saison 3, il est annoncé que Beau Mirchoff rejoignait la distribution principale.
Lors du lancement de la saison 4, Priscilla Quintana est promue principale tandis que Bryan Craig et Booboo Stewart rejoignent la série en tant que régulier.
Le 16 mars 2022, à la suite du 2e épisode de la saison 4, il est annoncé que Maia Mitchell, quitte la série après avoir joué le rôle de Callie Adams Foster pendant 9 ans. Son départ entraîne également celui de Beau Mirchoff pour offrir une jolie conclusion à la relation de leurs personnages.
Ils n'excluent pas de faire un retour en tant qu'invités pour des occasions particulières.

### Tournage
Le tournage de la saison 1 débute le 11 juin 2018 à Los Angeles, et se termine le 14 octobre 2018.
Le tournage de la seconde saison débute en mars 2019 jusqu'en juin puis reprend de septembre à décembre.
La production de la saison 3 a débuté en mars 2020, mais à cependant été interrompue à cause de la Pandémie de Covid-19. Il reprend en septembre soit après près de 5 mois d'interruption.
Le tournage de la saison 4 débute le 6 octobre 2021.

### Fiche technique
- Titre original : Good Trouble
- Développement : Bradley Bredeweg, Joanna Johnson, Peter Paige
- Direction artistique : Mark Hunstable
- Design : Rachel Kamerman
- Décors : Linda Louise Sheets
- Costumes : Deena Appel
- Photographie : Marco Fargnoli (depuis 2019), Patrick Rousseau (depuis 2019)
- Montage : Adam K. Tiller (depuis 2019), Debra Weinstein (depuis 2019), Geoff Saville (depuis 2019)
- Musique : Michael Brook (2019-2020) et Amanda Delores Patricia Jones (depuis 2021)
- Casting : Scott Genkinger (depuis 2021), Becky Silverman (depuis 2021), Mary Venderley (depuis 2021),  Deborah George (2019-2020)
- Production exécutive : Jennifer Lopez, Elaine Goldsmith-Thomas, Greg Gugliotta, Joanna Johnson, Megan Lynn, Benny Medina, Christine A. Sacani, Wade Solomon, Peter Paige, Bradley Bredeweg, ainsi que Maia Mitchell et Cierra Ramirez
- Producteur : Joanna Johnson, Gillian Sonnier, Cristian Martinez, Dan Coffie, Nicole Paulhus
- Coproducteur : Gillian Sonnier, Randy Weiss, Albert Torres, Jeff Wickline, Thomas Wong
- Société de production : ProdCo Original, Blazing Elm Entertainment, Nuyorican Productions et Freeform Original Productions
- Sociétés de distribution (télévision) : Disney-ABC Domestic Television
- Pays de production :  États-Unis
- Langue originale : Anglais américain|anglais
- Format : couleur
- Genre : Série télévisée dramatique
- Durée d'un épisode : 42 minutes
- Public : Tous

 Sauf indication contraire, les informations mentionnées dans cette section peuvent être confirmées par la base de données cinématographiques IMDb,  présente dans la section « Liens externes ».

### Diffusion internationale
| Pays                            | Chaîne(s)              | Première diffusion | Titre               | Ref.   |
| ------------------------------- | ---------------------- | ------------------ | ------------------- | ------ |
| États-Unis                      | Freeform               | 8 janvier 2019     | Good Trouble        | [ 1 ]  |
| Canada                          | ABC Spark              | 8 janvier 2019     | Good Trouble        | [ 24 ] |
| Grèce                           | Fox Life               | 1er février 2019   | Good Trouble        | [ 25 ] |
| Australie                       | FOX8                   | 9 février 2019     | Good Trouble        | [ 26 ] |
| Afrique du Sud                  | SHOWMAX                | 1er juillet 2019   | Good Trouble        | [ 27 ] |
| Bulgarie                        | Fox Life               | 17 septembre 2019  | Сладки неприятности | [ 28 ] |
| Serbie                          | Fox Life               | 24 octobre 2019    | Dobra nevolja       | [ 29 ] |
| Danemark Finlande Norvège Suède | Viaplay                | 20 avril 2020      | Good Trouble        | [ 30 ] |
| Royaume-Uni Irlande             | BBC Three              | 16 août 2020       | Good Trouble        | [ 31 ] |
| Royaume-Uni Irlande             | Disney+                | 23 juillet 2021    | Good Trouble        | [ 32 ] |
| Allemagne                       | Joyn Primetime         | 29 octobre 2020    | Good Trouble        | [ 33 ] |
| Allemagne                       | Disney+                | 4 août 2021        | Good Trouble        | [ 34 ] |
| Pays-Bas                        | Videoland              | 7 décembre 2020    | Good Trouble        | [ 35 ] |
| Espagne                         | Disney+                | 5 mars 2021        | Good Trouble        | [ 36 ] |
| Autriche Suisse                 | Disney+                | 4 août 2021        | Good Trouble        | [ 34 ] |
| Belgique                        | Disney+                | 11 août 2021       | Good Trouble        | [ 37 ] |
| France                          | Disney+                | 25 août 2021       | Good Trouble        | [ 38 ] |
| Émirats arabes unis             | Orbit Showtime Network | 4 février 2022     | Good Trouble        | [ 39 ] |
| Italie                          | Disney+                | 29 juin 2022       | Good Trouble        | [ 40 ] |

## Épisodes
| Saisons | Nombre d'épisodes | Diffusion originale sur Freeform | Diffusion originale sur Freeform | Diffusion originale sur Disney+ | Diffusion originale sur Disney+ |
| Saisons | Nombre d'épisodes | Début de saison                  | Fin de saison                    | Début de saison                 | Fin de saison                   |
| ------- | ----------------- | -------------------------------- | -------------------------------- | ------------------------------- | ------------------------------- |
| 1       | 13                | 8 janvier 2019                   | 2 avril 2019                     | 25 août 2021                    | 25 août 2021                    |
| 2       | 18                | 18 juin 2019                     | 4 mars 2020                      | 25 août 2021                    | 25 août 2021                    |
| 3       | 19                | 17 février 2021                  | 8 septembre 2021                 | 25 août 2021                    | 29 décembre 2021                |
| 4       | 18                | 9 mars 2022                      | 1er septembre 2022               | 16 novembre 2022                | 16 novembre 2022                |
| 5       | 20                | 16 mars 2023                     | 5 mars 2024                      | 2023                            | 2024                            |

### Première saison (hiver 2019)
Composée de treize épisodes, elle a été diffusée entre le 8 janvier et le 2 avril 2019.
En France, cette saison est disponible intégralement sur Disney+ depuis le 25 août 2021.
1. Bienvenue au Palace (DTLA)
2. La Coterie (The Coterie)
3. Alliés de choix (Allies)
4. Jouer le Jeu (Playing the Game)
5. Des mamans en or (Parental Guidance Suggested)
6. La Trahison ( Imposter)
7. Swipe à droite ( Swipe Right)
8. Girl Power (Byte Club)
9. Aveuglement volontaire (Willful Blindness)
10. Jusqu'au bout de la nuit (Re-Birthday)
11. Le Revers de la médaille (Less Than)
12. L'Art de plaire (Broken Arted)
13. Vitamine C (Vitamin C)

### Deuxième saison (été 2019/hiver 2020)
Elle est diffusée en deux parties, la première du 18 juin 2019 jusqu'au 6 août 2019 et la deuxième diffusée du 15 janvier 2020 au 4 mars 2020.
Les épisodes 9 et 10 sont des épisodes sur le thème de Noël qui ont été diffusés le 16 décembre 2019.
En France, cette saison est disponible intégralement sur Disney+ depuis le 25 août 2021.
1. Roulement de tambour (Percussions)
2. Le cœur balance (Torn)
3. Tout est pardonnée (Doble Quince)
4. Sans filtre (Unfiltered)
5. Joyeux chahut (Happy Heckling)
6. Les feux de la rampe (Twenty-Fine)
7. Quitte ou double (In the Middle)
8. Bouleversement (Disruptions)
9. Nochebuena (Nochebuena)
10. La Côterie fête Noêl (A Very Coterie Christmas)
11. Clapback (Clapback)
12. Dernier recours (Gumboot Becky)
13. Selon ses propres intérêts (Daylight)
14. En notre âme et conscience (In Good Conscience)
15. Jamais, au grand jamais… (Palentine's Day)
16. Fragilité (Fragility)
17. Action ou Vérité (Truths and Dares)
18. Les mots suspendus (Trap Heals)

### Troisième saison (hiver/été 2021)
En mai, il est annoncé qu'à cause de l'arrêt des tournages lors de la pandémie de Covid-19, la saison 3 serait reportée.
La première partie comprenant dix épisodes est diffusée du 17 février au 21 avril 2021, et la seconde de neuf épisodes du 14 juillet au 8 septembre 2021.
En France, cette saison est diffusée sur Disney+ à partir du 25 août au 29 décembre 2021 (Un épisode par semaine).
1. Capoeira (Capoeira)
2. Audience préliminaire (Arraignment Day)
3. Tous en scène ! (Whoosh, Pow, Bang)
4. Fête de départ (Klompendansen)
5. À cause des hommes (Because, Men)
6. Au secours (Help)
7. Nouvelle lune (New Moon)
8. Polyamour (Trust)
9. Siège conducteur (Driver's Seat)
10. Élément déclencheur (She's Back)
11. Mis à terre (Knocked Down)
12. Honte (Shame)
13. Faire un métamour (Making A Metamour)
14. Choix et délits (Picks and Strikes)
15. Nouvel an lunaire (Lunar New Year)
16. Une seconde chance (Opening Statements)
17. Anticipation (Anticipation)
18. Nos rêves perdus (Blindside)
19. Verdict (Closing Arguments)

### Quatrième saison (2022)
La première partie contenant neuf épisodes est diffusée du 9 mars au 4 mai 2022, et la seconde du 7 juillet au 1er septembre 2022.
En France, cette saison est diffusée à partir du 16 novembre 2022 sur Disney+.
1. Faire face au côté étrange (Turn and Face the Strange)
2. Embrasse-moi et souris (Kiss Me and Smile for Me)
3. La Nouvelle patronne (Meet the New Boss)
4. La Grande solitude (It's Lonely Out in Space)
5. Voilà à quoi ressemble la vérité (So This Is What the Truth Feels Like)
6. Quelque chose d'inattendu, mais d'opportun (Something Unpredictable, but in the End it's Right)
7. Saisir sa chance (Take These Chances)
8. Je n'ai pas ma place ici (I Don't Belong Here)
9. Sous les projecteurs (That's Me in the Spotlight)
10. Je donnerais presque tout par l'amour (What I Wouldn't Give for Love)
11. Dis oui, mon amour (Baby, Just Say Yes)
12. Choisis ton camp, choisis ton combat (Pick a Side, Pick a Fight)
13. Un sou avec un trou dedans (A Penny with a Hole in It)
14. La vie suit son cours (Life is What Happens)
15. Fais attention (You Know You Better Watch Out)
16. Maman me l'a dit (Mama Told Me)
17. La rêverie achève (Wake Up from Your Reverie)
18. Ce n'est pas ma superbe maison (This Is Not My Beautiful House)

### Cinquième saison (2023-2024)
Cette dernière saison est diffusée en deux parties. La première de dix épisodes du 16 mars au 18 mai 2023, et la deuxième à partir du 2 janvier 2024.
1. Shot in the Dark
2. It Was Not Your Fault But Mine
3. About Damn Time
4. Under Pressure
5. I Gotta Feeling
6. Once a Cheater
7. Turkey for Me, Turkey for You
8. I'll Take All the Blame
9. Tell Me Sweet Little Lies
10. Opening Night
11. I Am Doll Parts
12. With a Little Help from My Friends
13. Hanging by a Moment
14. Party of One
15. It's My Party, I Can Die if I Want To
16. One Way or Another
17. You Can't Always Get What You Want
18. All These Engagements
19. It's All Coming Back to Me Now
20. What Now?

## Univers de la série
La série prend place en plein cœur de Los Angeles dans un logement communautaire appelée La Coterie. Celle-ci se situe au-dessus du Théâtre Le Palace.
À noter que la piscine de La Coterie est la même ayant été utilisée pour le tournage de la série Melrose Place.
Lors de la saison 2, les personnages Davia et Dennis (interprétés respectivement par Emma Hunton et Josh Pence) partagent un duo sur la chanson Falling Slowly.
Les deux acteurs ont enregistré une reprise de la chanson. Celle-ci est disponible depuis le 7 octobre 2019 sur les plateformes de streaming légales. À noter que la série mère The Fosters à régulièrement eu recours à ce même procédé.
Toujours en saison 2, le personnage de Davia filme son clip pour la chanson Fat Bitch qu'elle chante contre les discriminations qu'elle subit concernant son corps. Celui-ci est disponible quelques jours plus tard sur Youtube.
Lors de la saison 3, un nouveau duo entre Josh Pence et Emma Hunton est diffusé dans le 9e épisode. Ils interprètent "Gravity" de Sara Bareilles. Cette version est disponible en intégralité sur les plateformes de téléchargements légales le jour de la diffusion. Elle est enregistrée en partenariat avec Hollywood Records. Ils reprennent également pour la deuxième partie de la 3e saison, la chanson "Minefields" et Hunton interprète seule "Breathe again".
En saison 4, deux nouveaux duos entre Pence et Hunton sont diffusés : "More Than Words" et "Freedom!'90". Ces 2 nouveaux covers sont disponibles dès le 15 avril 2022.

## Série digitale: "The Trouble With"
En partenariat avec ATTN, depuis la saison 1 (et ce après chaque épisode), est diffusée sur Youtube et Instagram, une courte vidéo de quelques minutes. Elle parle du sujet abordé dans l'épisode de la semaine. Celle-ci est présentée par l'ensemble du casting principal, avec pour but d'apporter un contenu d'informations plus détaillés concernant les sujets de société traités dans la série. Parmi ceux précédemment évoqués, on trouve : l'égalité salariale entre les hommes et les femmes, l'appropriation culturelle, les sans-abris en Amérique, les troubles alimentaires, le harcèlement dans le milieu professionnel, ou encore le système de famille d'accueil, comme dans la série mère The Fosters.

## Accueil

### Réception
Sur le site d'avis Rotten Tomatoes, la série détient une note d'approbation de 100 % avec une note moyenne de 8,93/10, basée sur 13 avis.
Metacritic, qui utilise une moyenne pondérée, a attribué à la série un score de 83 sur 100 basé sur 4 critiques.

### Audiences
Le premier épisode est disponible en ligne sur Hulu, le 31 décembre 2018, une semaine avant sa diffusion télé.
La première saison connaît des audiences télé satisfaisantes mais assez décevantes par rapport à The Fosters.
Lors du renouvellement de la série pour une saison 4, il est annoncé que la saison 3 est celle ayant été la plus suivie sur la plateforme Hulu et est également présente dans le top 10 des séries dramatiques les plus regardées en prime-time sur le câble américain (leader sur les femmes 18-34 ans).
Le streaming et le visionnement différé représentent une grande majorité de l'audience de la série.

## Distinctions
| Année | Travail nommé  | Catégorie                                   | Résultat   |
| ----- | -------------- | ------------------------------------------- | ---------- |
| 2019  | Maia Mitchell  | Meilleure actrice dans une série dramatique | Nomination |
| 2019  | Cierra Ramirez | Meilleure actrice dans une série dramatique | Nomination |
| 2019  | Good Trouble   | Meilleure série dramatique                  | Nomination |

| Année | Travail nommé | Catégorie                                | Résultat   |
| ----- | ------------- | ---------------------------------------- | ---------- |
| 2020  | Good Trouble  | Meilleure série dramatique de prime-time | Nomination |

| Année | Travail nommé | Catégorie        | Résultat |
| ----- | ------------- | ---------------- | -------- |
| 2021  | Good Trouble  | Awards d'honneur | Lauréat  |

| Année | Travail nommé | Catégorie                  | Résultat   |
| ----- | ------------- | -------------------------- | ---------- |
| 2022  | Good Trouble  | Meilleure série dramatique | Nomination |